# Santiria impressinervis
Santiria impressinervis là một loài thực vật thuộc họ Burseraceae. Đây là loài đặc hữu của cao nguyên Kelabit ở vùng Sarawak của Malaysia trên đảo Borneo.